# Wolfgang Muthspiel

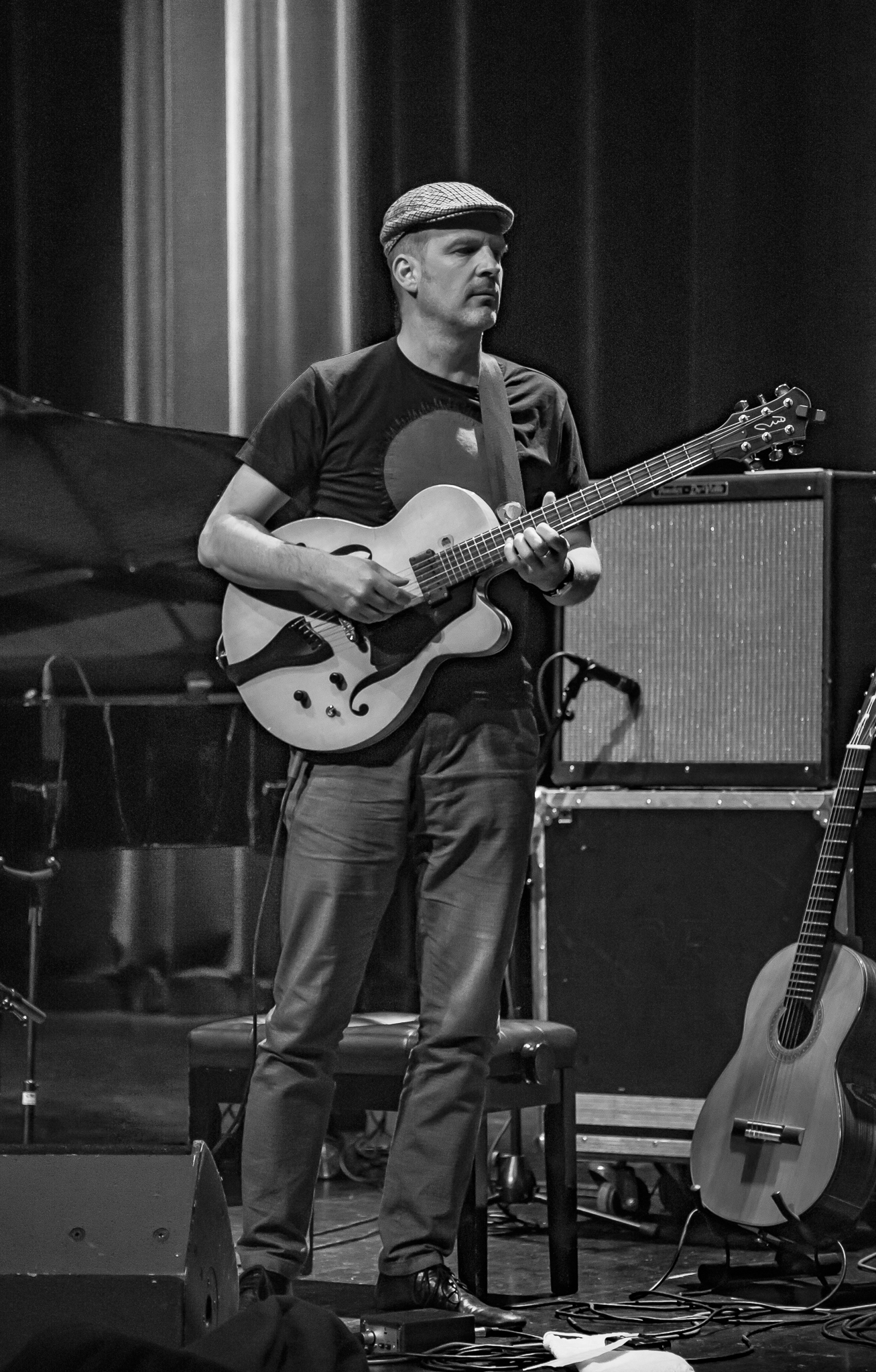
Wolfgang Muthspiel en Noruega festival de música, Canal Street, 2015
(foto por Birgit Fostervold)

Wolfgang Muthspiel (nacido el 2 de marzo de 1965, Judenburg, Austria) es un guitarrista de jazz austriaco. Es hermano del músico Cristiano Muthspiel.

## Carrera musical
Cuando tenía seis años, comenzó a tocar el violín, y a los catorce años pasó a la guitarra clásica. Fue al Berklee College of Music de Boston con una beca. A partir de 1985, grabó tres álbumes con su hermano Christian. Lanzó su primer álbum en solitario, Timezones, en 1989. Durante dos años, realizó una gira con Gary Burton y el guitarrista Mick Goodrick, uno de sus profesores en Berklee.
Durante la década de 1990, Muthspiel vivió en la ciudad de Nueva York y grabó más álbumes en solitario. Sus acompañantes incluyeron a Don Alias, Larry Grenadier, Tom Harrell y Kenny Wollesen. Apareció como invitado en álbumes de Patricia Barber, Marc Johnson, Paul Motian y Gary Peacock. Recibió el premio al mejor músico de jazz austríaco del año en 1997. Fundó su propio sello, Material Records, en el año 2000, y volvió a grabar con su hermano Christian y con la cantante noruega Rebekka Bakken.
Formó el trío MGT con Slava Grigoryan y Ralph Towner, otro trío con Larry Grenadier y Brian Blade, y otro con Brad Mehldau y Ambrose Akinmusire.
Ha compuesto para la Fundación Austriaca Esterházy, el Ministerio de Artes de Austria, Benjamin Schmid, el Hugo Wolf Quartet y el Klangforum Wien.

## Discografía
| - 1985 Duo Due Schneetanz (with Christian Muthspiel) - 1987 Duo Due Focus It (with Christian Muthspiel) - 1989 Timezones - 1989 Duo Due Tre (with Christian Muthspiel) - 1990 The Promise - 1993 Muthspiel Peacock Muthspiel Motian (with Christian Muthspiel) - 1993 Black and Blue - 1993 In and Out - 1994 Magic Labyrinth (with Marc Johnson and Arto Tunçboyacıyan) - 1995 Loaded, Like New - 1996 Perspective - 1996 In the Same Breath (with Mick Goodrick and David Liebman) - 1998 CY (with Christian Muthspiel) - 1999 Work in Progress - 2000 Daily Mirror (with Rebekka Bakken) - 2001 Daily Mirror, Reflected (with Rebekka Bakken) - 2001 Real Book Stories (with Marc Johnson and Brian Blade) - 2001 Echoes of Techno (with Christian Muthspiel) - 2002 Beloved (with Rebekka Bakken) - 2002 Continental Call - 2003 Steinhaus - 2003 What's Nu? - 2003 Bearing Fruit - 2003 That's All Daisy Needs - 2003 Early Music (with Christian Muthspiel) - 2004 Air, Love and Vitamins (with Marc Johnson and Brian Blade) - 2004 Solo - 2005 Bright Side - 2007 Friendly Travelers (with Brian Blade) - 2007 Glow (with Dhafer Youssef) - 2008 Friendly Travelers Live (CD and DVD) - 2008 Earth Mountain - 2008 From a Dream (with Slava Grigoryan and Ralph Towner) - 2009 Live at the Jazz Standard (with Mick Goodrick) - 2011 Drumfree (with Andi Scherer and Larry Grenadier) - 2012 Vienna Naked - 2013 Travel Guide (with Slava Grigoryan and Ralph Towner) - 2014 Driftwood (with Brian Blade and Larry Grenadier) - 2015 Vienna, World - 2016 Rising Grace (with Ambrose Akinmusire, Brad Mehldau, Larry Grenadier, Brian Blade) | Con Gabrielle Goodman - Travelin' Light (1993) - Until We Love (1994) Con Dieter Ilg - Folk Songs, Dieter Ilg 1998 - Fieldwork, Dieter Ilg 1999 Con la Vienna Art Orchestra - American Rhapsody: The Music of Gershwin 1998 - Artistry in Rhythm: European Suite 2001 Con otros - Cool Nights, Gary Burton (GRP, (1991) - A Distortion of Love, Patricia Barber (Antilles, (1992) - Reincarnation of a Love Bird, Paul Motian (JMT, 1994) - Much More, Betty Buckley (1997) - Cor, Maria João (1998) - Electric Sufi, Dhafer Youssef 2002) - Canyon, Mike Holober (2003) - Sygnowano, Fabryka Trzciny (2006) - Wish List, Mike Holober (2006) - Art of Duo, Gerald Preinfalk (2014) |